# こたつDE嵐
『こたつDE嵐』（こたつデあらし）は、フジテレビ系列で2012年から毎年1月3日の昼・夕方に放送されていたバラエティ番組。嵐の冠番組。

## 概要
2012年からフジテレビ系列で1月3日の昼・夕方から夜にかけて『福嵐』として嵐の3番組（『こたつDE嵐』『VS嵐』『新春ドラマスペシャル』）が、放送されるのが恒例となっていた。その内、毎年昼・夕方に当番組が放送されていた。
フジテレビでは2012年から毎年1月3日に昼・夕方から夜まで7時間（2012年のみ）、7時間15分（2013年以降）に渡って嵐による番組を編成されている。
当番組では、嵐がこたつに入りながら、過去に放送されたフジテレビの嵐の番組の中から、厳選された映像を見ながら当時を振り返る。
2015年以降は当番組に代わって、嵐による別番組（『2015年先取り博覧会 あらし予報』『コレカツ嵐』）を放送されている。
2014年を最後に放送されていなかったが、2018年年末から2019年年始にかけて1月3日に放送される『嵐ツボ』『VS嵐』のそれぞれの番組の見どころが嵐がトークしながら紹介する事前番組としてリニューアルして約5年ぶりに復活した。

## 放送日時
| 回数  | 放送日             | 放送時間（JST）         | 放送タイトル                                         |
| ----- | ------------------ | ----------------------- | ---------------------------------------------------- |
| 第1回 | 2012年1月3日(火)   | 13:00-14:30             | 福嵐特別企画! フジテレビの嵐全部見せます! こたつDE嵐 |
| 第2回 | 2013年1月3日(木)   | 16:15-18:00             | 福嵐特別企画! こたつDE嵐2013                         |
| 第3回 | 2014年1月3日(金)   | 16:15-18:00             | 福嵐特別企画! こたつDE嵐2014                         |
| 第4回 | 2017年12月29日(金) | 01:25-01:35             | こたつDE嵐                                           |
| 第4回 | 2017年12月30日(土) | 01:25-01:35             | こたつDE嵐                                           |
| 第4回 | 2017年12月31日(日) | 02:35-02:45             | こたつDE嵐                                           |
| 第4回 | 2018年1月2日(火)   | 01:40-01:50             | こたつDE嵐                                           |
| 第4回 | 2018年1月3日(水)   | 01:40-01:50             | こたつDE嵐                                           |
| 第5回 | 2018年12月29日(土) | 01:05-01:15             | こたつDE嵐                                           |
| 第5回 | 2018年12月30日(日) | 01:05-01:10             | こたつDE嵐                                           |
| 第5回 | 2018年12月31日(月) | 00:45-00:55             | こたつDE嵐                                           |
| 第5回 | 2019年1月2日(水)   | 00:40-00:50 23:40-23:50 | こたつDE嵐                                           |
| 第6回 | 2019年12月29日(日) | 00:45-00:55             | こたつDE嵐                                           |
| 第6回 | 2019年12月30日(月) | 00:40-00:50             | こたつDE嵐                                           |
| 第6回 | 2019年12月31日(火) | 00:45-00:55             | こたつDE嵐                                           |
| 第6回 | 2020年1月2日(木)   | 00:40-00:50             | こたつDE嵐                                           |
| 第6回 | 2020年1月3日(金)   | 00:40-00:50             | こたつDE嵐                                           |

## 出演者

### 司会
- 嵐
  - 大野智
  - 櫻井翔
  - 相葉雅紀
  - 二宮和也
  - 松本潤

## 扱われたフジテレビの嵐の番組
- Vの嵐（1999年10月11日 - 29日）
- 嵐のV1（1999年10月30日 - 11月27日）
- 嵐の技ありッ!（2004年4月3日 - 2005年3月26日）
- まごまご嵐（2005年4月9日 - 2007年10月6日）
- GRA（2007年10月20日 - 2008年3月29日）
- VS嵐（2008年4月12日 - ）

## スタッフ
2013年と2014年の放送では、衣装協力・協力・制作著作のみを表示。
2012年
- ナレーション:伊藤利尋、阿部知代
- 構成:小笠原英樹、町田裕章
- TD・SW:勝村信之
- CAM:三村純一
- VE:小幡成樹
- 音声:綾高興
- PA:黒瀬知幸
- 照明:黒井宏行
- 編集:田群章裕
- MA:阿部雄太
- 音効:川端智之、飛田麻美子
- TK:槇加奈子
- 美術制作:古江学
- デザイン:鈴木賢太
- 美術進行:矢野雄一郎
- 大道具:藤沢和雄
- 電飾:林将大
- アクリル装飾:斉藤裕介
- 門松:広田明
- 正月装飾:小柳幸絵
- フードコーディネーター:小菅貴子
- スタイリスト:井元文子
- メイク:服部幸雄、竹内美穂
- 編成:濱潤、瀧澤航一郎
- 広報:加藤麻衣子
- 制作協力:ガスコイン・カンパニー、ザ・スピングラス、スーパーディレクターズプロジェクト
- 協力:ジャニーズ事務所
- 技術協力:八峯テレビ、共同テレビジョン、田中電気、サンフォニックス、FLT、IMAGICA、4-Legs
- AP:阿部公代、原田このみ
- デスク:中村祥子
- ディレクター:菅剛史/黒田源治、唐雅則、鷹見睦、中内竜也、野満一朗太
- プロデューサー:双川正文、金佐智絵
- 演出:萬匠祐基
- チーフプロデューサー:佐々木将
- 制作著作:フジテレビ